# 복수는 나의 것 (1979년 영화)
《복수는 나의 것》(일본어: 復讐するは我にあり, 영어: Vengeance Is Mine)은 이마무라 쇼헤이가 감독하여 1979년에 개봉된 영화이다. 사키 류조의 동명의 책을 원작으로 하며, 연쇄 살인자 아키라 니시쿠치의 실화를 바탕으로 한다.
오가타 겐이 에노키즈를 연기하며, 오가와 마유미, 미쿠니 렌타로, 바이쇼 미쓰고, 기요카와 니지코가 출연한다. 이 작품은 일본 아카데미상에서 1979년 작품상을, 오가와 겐이 남우주연상을 수상한 요코하마 영화제에서 각본상을 수상하였다.

## 줄거리
오프닝신에서 에노키즈 이와오는 이미 경찰에게 검거되어 있는 상태이다. 기자와 성난 군중이 에노키즈가 구치소에 들어갈 때 모여든다. 경찰은 그를 심문하지만 에노키즈는 답변을 거부한다. 줄거리는 에노키즈의 첫 번째 살인으로 거슬러 올라간다.
에노키즈는 남자 두명을 속여 그들을 죽이고 많은 액수의 돈을 훔친다. 에노키즈는 정장으로 갈아입고 다른 도시로 여행한다. 기차역에서 그는 택시 운전사에게 창녀를 살 수 있는 여관으로 데려가 달라고 요청한다. 여관 주인인 하루에게 자신을 도쿄 대학교의 교수라고 소개한다. 에노키즈를 쫓는 경찰은 텔레비전에 그의 얼굴이 그려진 전단지를 방송하고, 하루는 교수가 에노키즈라고 생각하지만 자신의 직업 때문에 경찰에게 신고하지는 않는다.
에노키즈는 원래 카톨릭 신자의 아들이었으나 반항적이고 잔혹한 아이었다. 젊을 때부터 감옥을 드나들었으며, 어머니는 아팠다. 에노키즈의 아내는 시아버지에게 매력을 느낀다. 에노키즈의 아내는 에노키즈와와는 이혼하지만, 에노키즈의 아버지는 며느리에게 재결합하라고 설득한다. 재결합 이후 며느리는 시아버지를 유혹하지만 실패한다. 에노키즈는 감옥에 있을 때에 아내가 아버지와 잤다고 비난한다.
에노키즈는 도쿄로 가, 젋은 피고의 어머니에게 아들에게 보석금을 주라고 속인다. 에노키즈는 혼자 사는 변호사와 친구가 되어 그를 죽이고 그의 아파트에서 산다. 하루에게 얼마의 돈을 보내고 하루의 여관으로 돌아간다. 하루의 어머니는 최근에 석방된 살인범이었는데, 하루는 다른 직업을 찾을 수 없어, 어쩔 수 없이 여관을 운영해야 했다. 에노키는 하루와 하루의 어머니를 죽이고 그들의 재상을 저당잡힌다. 창녀는 중개인이 여관에 가는 것을 보고 경찰에 가기로 결심한다.
5년 후 에노키즈는 사형당한다. 에노키즈의 아버지와 아내가 산에 올라가 에노키즈의 뼈를 뿌리지만 뼈는 떨어지지 않는다.

## 출연

### 주연
- 바이쇼 미츠코
- 키요카와 니지코
- 미쿠니 렌타로
- 미야코 초초
- 오가타 켄
- 오가와 마유미

## 평가
재스퍼 샤프(Jasper Sharp)는 특이한 줄거리와 섬뜩한 유머로 유혹하면서도 혐오스럽게 햐는 이 영화로, 이마무라는 문명화된 일본의 치부를 드러낸다고 평가하였다. 로저 에버트(Roger Ebert)는 "이 냉혹한 연쇄 살인자의 초상은 동기도, 영감도, 불만도 없는 잔혹한 힘을 암시한다"고 말하였다.